# EMI Latin
EMI Televisa Music, známá také jako EMI Latin je hudební vydavatelství, jeden z labelů a nahrávací společnost spadající do velké světové čtyřky Major Labelů. První umělkyní, která podepsala smlouvu s touto společnosti byla zpěvačka Selena, dalšími umělkyněmi, které natočily u této nahrávací společnosti album byly Gloria Estefan, Thalía.

## Umělci EMI Latin
- J Balvin
- Selena
- Kumbia All Starz
- Alejandra Guzman
- Aleks Syntek
- Alexandre Pires
- Amaral
- Ana Gabriel
- Andy Andy
- Arthur Hanlon
- Bunbury
- Bebe
- Belinda
- Cabas
- Carlos Vives
- Chetes
- Chicos de Barrio
- DJ Kane
- Diego González
- Flex
- Fonseca
- Héroes del Silencio
- Intocable
- Jadiel
- JD Natasha
- Jerry Rivera
- Juan Luis Guerra
- La Nueva Banda Timbiriche
- Los Originales de San Juan
- Lucero
- Myriam
- Miranda
- Moenia
- Noelia
- Obie Bermudez
- Plastilina Mosh
- Pepe Aguilar
- Raphael
- RBD
- Ricardo Montaner
- Shaila Dúrcal
- Soraya
- Thalía (1994-2008)
- Timbiriche
- Tiziano Ferro
- Tito El Bambino (2006-2009)
- Tony Touch
- Vico C